# Nesticus balacescui
Nesticus balacescui är en spindelart som beskrevs av Margareta Dumitrescu 1979. Nesticus balacescui ingår i släktet Nesticus och familjen grottspindlar.
Artens utbredningsområde är Rumänien. Inga underarter finns listade i Catalogue of Life.